# Paire de Ruth-Aaron
En mathématiques récréatives, une paire de Ruth-Aaron est constituée de deux entiers naturels consécutifs (par exemple 714 et 715) pour lesquels les sommes des facteurs premiers de chaque entier sont égales.
714 = 2 × 3 × 7 × 17
715 = 5 × 11 × 13
et 2 + 3 + 7 + 17 = 5 + 11 + 13 = 29
Si l'on ne compte que les facteurs premiers distincts, les premières paires de Ruth-Aaron sont :
(5, 6), (24, 25), (49, 50), (77, 78), (104, 105), (153, 154), (369, 370), (492, 493), (714, 715), (1682, 1683), (2107, 2108).
(Le plus petit des deux nombres de chaque paire est listé dans la suite A006145 de l'OEIS.)
En comptant les facteurs premiers répétés (par exemple 8 = 2 × 2 × 2 et 9 = 3 × 3 avec 2 + 2 + 2 = 3 + 3), les premières paires de Ruth-Aaron sont :
(5, 6), (8, 9), (15, 16), (77, 78), (125, 126), (714, 715), (948, 949), (1330, 1331).
(Le plus petit des deux nombres de chaque paire est listé dans la  A039752.)
Ces nombres ont été nommés par Carl Pomerance en l'honneur des joueurs de baseball Babe Ruth et Hank Aaron, parce que le nombre total de coups de circuit de la carrière en saison régulière de Babe Ruth était égal à 714, un record que Aaron éclipsa le 8 avril 1974, lorsqu'il frappa le 715e coup de circuit de sa carrière. Pomerance était alors mathématicien à l'université de Géorgie. Un étudiant d'un collègue de Pomerance remarqua que les sommes des facteurs premiers de 714 et de 715 étaient égales.

## Triplets de Ruth-Aaron
Les triplets de Ruth-Aaron (recouvrant les paires de Ruth-Aaron) existent aussi :
- lorsque l'on ne compte que les facteurs premiers distincts :

89460294 = 2 × 3 × 7 × 11 × 23 × 8419
89460295 = 5 × 4201 × 4259
89460296 = 2 × 2 × 2 × 31 × 43 × 8389
et 2 + 3 + 7 + 11 + 23 + 8419 = 5 + 4201 + 4259 = 2 + 31 + 43 + 8389 = 8465
151165960539 = 3 × 11 × 11 × 83 × 2081 × 2411
151165960540 = 2 × 2 × 5 × 7 × 293 × 1193 × 3089
151165960541 = 23 × 29 × 157 × 359 × 4021
et 3 + 11 + 83 + 2081 + 2411 = 2 + 5 + 7 + 293 + 1193 + 3089 = 23 + 29 + 157 + 359 + 4021 = 4589
(le plus petit nombre de chaque paire est listé dans la suite A227654 de l'OEIS) ;
- en comptant les facteurs premiers répétés :

417162 = 2 × 3 × 251 × 277
417163 = 17 × 53 × 463
417164 = 2 × 2 × 11 × 19 × 499
et 2 + 3 + 251 + 277 = 17 + 53 + 463 = 2 + 2 + 11 + 19 + 499 = 533
6913943284 = 2 × 2 × 37 × 89 × 101 × 5197
6913943285 = 5 × 283 × 1259 × 3881
6913943286 = 2 × 3 × 167 × 2549 × 2707
et 2 + 2 + 37 + 89 + 101 + 5197 = 5 + 283 + 1259 + 3881 = 2 + 3 + 167 + 2549 + 2707 = 5428
(ce sont les deux seuls triplets inférieurs à 1013).